# ماموناهنگ موکیتی‌می
ماموناهنگ موکیتی‌می (متولد ۱۹۷۰) سیاستمدار لسوتویی است که از ژوئیه ۲۰۱۷ به عنوان رئیس مجلس سنای لسوتو خدمت می‌کند.
موکیتیمی در سال ۱۹۷۰ در موریا، منطقه ماسرو به دنیا آمد. او از سال ۱۹۹۹ تا ۲۰۱۲ در مجلس لسوتو کار کرده است. همچنین از سال ۲۰۱۲ تا ۲۰۱۵ معاون رئیس سنا بوده‌است.وی دارای مدرک کارشناسی هنر از دانشگاه ملی لسوتو است.